# Snecma
Snecma S.A. (akronim Société Nationale d'Études et de Construction de Moteurs d'Aviation) je francosko mednarodno podjetje, ki načrtuje in izdeluje letalske in raketne motorje.Sedež ima v kraju Courcouronnes, Francija. Snecma je podružnica podjetja Safran.
Snecma je bila ustanovljena leta 1945, ko so nacionalizirali podjetje Gnome et Rhône.

## Zgodovina

### 1960s
Leta 1961 sta Snecma in Bristol Siddeley sodelovala pri motorju Rolls-Royce/Snecma Olympus 593 za nadzvočnega Concorda.
Leta 1968 je Snecma prevzela nadzor nad podjetji Hispano-Suiza, Socata in Bugatti. Bugatti je imel izkušnje na področju turbopolnilnikov in avtomobilskih motorjev.

### 1970 in 1980
Leta 1970 sta Messier in Snecma združila področje izdelave pristajalnih podvozij za letala. Leto pozneje sta ustanovila podjetje Messier-Hispano, v katerem je imela Snecma popolen nadzor od leta 1973.
Leta 1977 so ustanovili Messier-Hispano-Bugatti (ki se je pozneje preimenoval v Messier-Bugatti) in je eden glavnih proizvajalcev pristajalnih podvozij.
Leta 1974 sta General Electric in Snecma ustanovila skupno podjetje CFM International, ki proizvaja motorje CFM56, eden izmed najbolj proizvajanih turboventilatorskih motorjev. Leta 1985 so skupno testirali elektronsko krmiljenje motorjev FADEC.

### 1990
Leta 1990 je Snecma oznanila sodelovanje z GE pri velikem turboventilatorskem motorju  General Electric GE90, verzija GE90-115B je najmočnejsši letalski motor na svetu.
Leta 1994 so ustanovili Messier-Dowty z združitvijo Snecma (Messier) z britanskim TI Group (Dowty).
Leta 1997 je Snecma kupila 100% delež v podjetju Société européenne de propulsion.
Leta 1998 je Snecma prevzela popoln nadzor nad Messier-Dowty.
Leta 2000 je preimenovala motorski sektor v Snecma Moteurs. Leto pozneje je prevzela Labinal, vključno s podružnicami Turbomeca in Microturbo.
Leta 2001 so ustanovili Hurel-Hispano (zdaj Aircelle), ki proizvaja ohišja motorjev in obračalnike potiska.
Leta 2005 se je združila z Sagem-om in ustanovila Safran

## Proizvodi
Glavni produkt je CFM International CFM56, ki je bil razvit v sodelovanju z GE. Poganja okrog 4900 letal po svetu.
Snecma je tudi sodelovala pri General Electric CF6-80 in GE90. Prisotna je tudi pri programu Engine Alliance GP7000, ki poganja A380. 
Sodeluje tudi skupaj z ruskim NPO Saturn v podjetju PowerJet. Motor SaM146 poganja Suhoj Superjet 100

### Civilni motorji
- CFM International CFM56 (50%)
- CFM International LEAP (50%) (v razvoju)
- PowerJet SaM146 (50%)
- General Electric GE90
- General Electric CF6 (10–20% delež, odvisno od modela)
- Engine Alliance GP7000 (10%)
- Snecma Silvercrest za poslovna letala (v razvoju)
- 5 000 KM turboprop (v razvoju) za 70–90 sedežno regionalno potniško letalo[2][3]

### Vojaški motorji
- SNECMA Atar
- SNECMA M53
- SNECMA M88
- EuroProp TP400-D6 (28%)
- SNECMA Turbomeca Larzac

### Raketni motorji
- Viking
- HM7B
- PPS-1350
- Vinci (under development)
- Vulcain